# Dinocarsiella alpina
Dinocarsiella alpina är en stekelart som först beskrevs av Girault 1917.  Dinocarsiella alpina ingår i släktet Dinocarsiella och familjen sköldlussteklar. Inga underarter finns listade i Catalogue of Life.